# Giải vô địch bóng đá nữ Tây Á 2011
Giải vô địch bóng đá nữ Tây Á 2011 diễn ra tại Abu Dhabi, Các Tiểu vương quốc Ả Rập Thống nhất từ ngày 3 tới 12 tháng 10 năm 2011. Các Tiểu vương quốc Ả Rập Thống nhất là đội vô địch của giải.
Giờ thi đấu là giờ địa phương (UTC+3).

## Vòng bảng

### Bảng A
| Đội       | Tr | T | H | B | BT | BB | HS  | Đ |
| --------- | -- | - | - | - | -- | -- | --- | - |
| Bahrain   | 3  | 2 | 1 | 0 | 22 | 2  | +20 | 7 |
| Jordan    | 3  | 2 | 1 | 0 | 14 | 3  | +11 | 7 |
| Palestine | 3  | 1 | 0 | 2 | 4  | 16 | −12 | 3 |
| Iraq      | 3  | 0 | 0 | 3 | 0  | 19 | −19 | 0 |

| Jordan                                                                        | 8 – 1    | Palestine   |
| ----------------------------------------------------------------------------- | -------- | ----------- |
| Al-Naber 28' · Jbarah 50', 55', 60', 73', 90+2' · Sweilem 82' · Al Majali 88' | Chi tiết | Hussein 26' |

| Bahrain                                                                                                   | 12 – 0   | Iraq |
| --- | -------- | ---- |
| Al Hashmi 10', 15', 27', 38', 48', 60', 90+2' · Mohammad 51' · Al Khalifa 52', 71', 84' · Abdelrahman 70' | Chi tiết |      |

| Jordan                     | 2 – 2    | Bahrain            |
| -------------------------- | -------- | ------------------ |
| Al Majali 56' · Jbarah 76' | Chi tiết | Al Hashmi 31', 90' |

| Palestine                                             | 3 – 0    | Iraq |
| ----------------------------------------------------- | -------- | ---- |
| Salama 16' (ph.đ.) · Sohagian 60' · Walaa Hussein 61' | Chi tiết |      |

| Iraq | 0 – 4    | Jordan                                              |
| ---- | -------- | --------------------------------------------------- |
|      | Chi tiết | Al-Naber 6' · Jbarah 21' · Alnahar 46' · Dihmis 47' |

| Bahrain                                                                                     | 8 – 0    | Palestine |
| ------------------------------------------------------------------------------------------- | -------- | --------- |
| Abdulrahman 10' · Mohammad 18' · Al Hashmi 21', 44', 65', 76' · Al Khalifa 39' · Yaaqob 69' | Chi tiết |           |

### Bảng B
| Đội   | Tr | T | H | B | BT | BB | HS  | Đ |
| ----- | -- | - | - | - | -- | -- | --- | - |
| Iran  | 3  | 3 | 0 | 0 | 16 | 3  | +13 | 9 |
| UAE   | 3  | 2 | 0 | 1 | 12 | 4  | +8  | 6 |
| Liban | 3  | 1 | 0 | 2 | 2  | 13 | −11 | 3 |
| Syria | 3  | 0 | 0 | 3 | 1  | 11 | −10 | 0 |

| UAE                                           | 6 – 0    | Syria |
| --------------------------------------------- | -------- | ----- |
| Zerrouki 5', 60' · Marek 39', 45+1', 54', 87' | Chi tiết |       |

| Iran                                                                                 | 8 – 1    | Liban     |
| ------------------------------------------------------------------------------------ | -------- | --------- |
| Karimi 16', 69' · Marzdashtri 65', 75' · Rahimi 67', 83' · 85' (l.n.) · Ghanbari 88' | Chi tiết | Assaf 36' |

| UAE       | 1 – 4    | Iran                                                 |
| --------- | -------- | ---------------------------------------------------- |
| Mamay 18' | Chi tiết | Rahimi 10', 79' · Ardallan 30' (ph.đ.) · Ghomi 90+4' |

| Liban       | 1 – 0    | Syria |
| ----------- | -------- | ----- |
| Saleh 90+1' | Chi tiết |       |

| UAE                                                            | 5 – 0    | Liban |
| -------------------------------------------------------------- | -------- | ----- |
| Hasanain 1' · Marek 16' · Zerrouki 44' · Trodi 58' · Nacha 64' | Chi tiết |       |

| Iran                                  | 4 – 1    | Syria        |
| ------------------------------------- | -------- | ------------ |
| Soleimani 15', 32' · Gholami 44', 49' | Chi tiết | Alshater 66' |

## Vòng đấu loại trực tiếp

### Bán kết
| Bahrain | 0 – 4    | UAE                                              |
| ------- | -------- | ------------------------------------------------ |
|         | Chi tiết | Marek 14' · Nacha 49' · Zerrouki 64' · Trodi 75' |

| Iran                 | 3 – 2    | Jordan                     |
| -------------------- | -------- | -------------------------- |
| Rahimi 56', 72', 82' | Chi tiết | Jebreen 3' · Al Majali 86' |

### Tranh hạng ba
| Bahrain           | 0 – 0 | Jordan |
| ----------------- | ----- | ------ |
|                   |       |        |
| Loạt sút luân lưu |       |        |
|                   | 4–3   |        |

### Chung kết
| UAE                        | 2 – 2 | Iran                      |
| -------------------------- | ----- | ------------------------- |
| Maaouia 46' · Zerrouki 84' |       | Arzhangi 38' · Rahimi 53' |
| Loạt sút luân lưu          |       |                           |
|                            | 6–5   |                           |